# موشک هوابه‌سطح

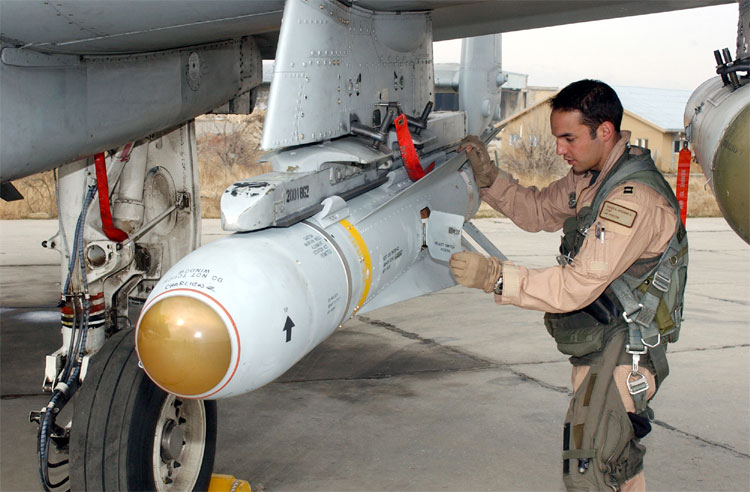
خلبان هواپیمای آ-۱۰ ثاندربولت در حال چک کردن موشک ای جی ام-۶۵ ماوریک

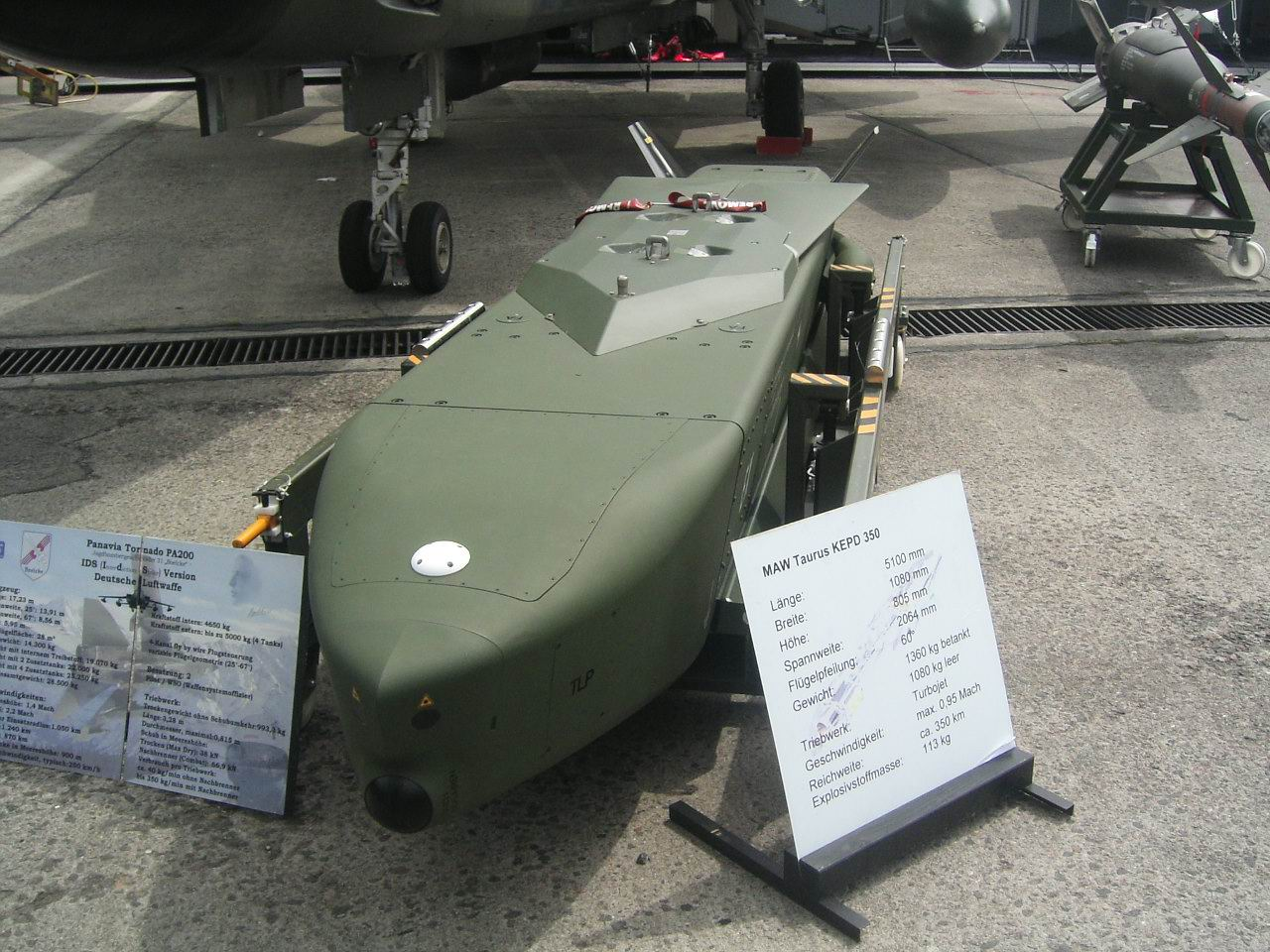
موشک کروز آلمانی Taurus KEPD ۳۵۰

موشک هوابه‌سطح یا موشک هوابه‌زمین، موشکی است که برای شلیک از روی هواگردها (بمب‌افکنها، هواگردهای آفندی، جنگنده‌ها پهپادها) در حمله به اهداف سطح (چه روی زمین و چه روی دریا یا هردو) و سلاح‌های تاکتیکی و نابود کردن نیروها هدف‌های زمینی مانند انبار اسلحه و مخازن کشتی‌ها و فرودگاهها بکار می‌رود.
مشکلات پرتابی این موشک‌ها مانند موشک هوابه‌هوا است و برد آنان از چند کیلومتر تا چند صد کیلومتر متفاوت است.  برای شلیک انواع کوتاه‌برد این موشک‌ها بسبب سبکی، نگهدارنده دائمی در هواگرد نصب شده  اما در انواع دوربرد از نگهدارنده جداشونده استفاده می‌شود. دقت زیادی هنگام نصب این موشک‌ها بر روی هواپیما لازم است تا ویژگی‌های عملکردی هواپیما تنزل زیادی نکند. اگر برد قابل توجهی برای موشک مورد نظر باشد، چند مرحله‌ای کردن موشک هم سودمند است.
مانورپذیری موشک‌های هوابه‌سطح بسبب سرعت پایین آنان خیلی کمتر از موشک‌های هوابه‌هوا است و البته چون این موشک‌ها را علیه هدف‌های زمینی بکار می‌گیرند که طبیعتا ثابت بوده یا سرعت کمی دارند، به توانایی مانوری کمتری هم نیاز دارند.
تفاوت موشک‌های هوابه‌سطح از بمب‌های هدایت‌شونده داشتن یک سامانهٔ نیروی محرکه در موشک‌ها و فقدان چنین سامانه‌ای در بمب‌هاست. این سامانه در اغلب موشک‌های هوابه‌سطح موتور راکت است. موتور جت هم در موشک‌های کروز هوابه‌سطح استفاده می‌شود که معمولاً برد بسیار بالاتری از موشک‌های دیگر دارند. همچنین برخی از موشک‌های ساخت شوروی سابق از موتورهای رم‌جت بهره می‌گیرند که به آنان سرعت و برد بالایی می‌دهد.
روش‌های متنوعی برای هدایت موشک‌های هوابه‌سطح وجود دارد. هدایت لیزری، هدایت مادون قرمز، هدایت نوری، هدایت راداری، هدایت چشمی و علامت‌های جی‌پی‌اس از جمله انواع هدایت موشکی است که انتخاب نوع هدایت مناسب معمولاً بستگی به نوع هدفشان دارد؛ برای نمونه موشک‌های هدایت راداری برای هدف قرار دادن کشتی‌ها مناسب هستند اما برای اهداف زمینی کارایی چندانی ندارند.
موشک‌های هوابه‌سطح و موشک‌های سطح‌به‌سطح معمولاً تفاوت زیادی با یکدیگر ندارند و برخی از موشک‌ها مثلاً خیلی از موشک‌های ضد تانک هم از روی بالگردها و هم از روی لانچرهای زمین‌پایه شلیک می‌شوند. تعدادی از موشک‌ها هم در دو مدل هوابه‌سطح و سطح‌به‌سطح با تفاوت‌های جزئی ساخته می‌شوند. برای نمونه موشک کروز تاماهاوک به عنوان موشک سطح‌به سطح شناخته می‌شود اما مدل هواپرتابی از آن هم وجود دارد که البته هم‌اکنون موشک AGM-۸۶ جایگزین آن شده‌است. موشک‌های ضدکشتی نروژی موشک پنگوئن، آمریکایی هارپون و فرانسوی اگزوسه هم در دو نوع هوابه‌سطح و سطح به‌سطح تولید می‌شوند.
بیشتر موشک‌های هوابه‌سطح هم توانایی حمله به کشتی‌ها و هم توانایی حمله به اهداف زمینی را دارند گرچه معمولاً با توجه به نوع طراحی و مشخصات خود برای یکی از این مأموریت‌ها مناسب‌تر هستند.

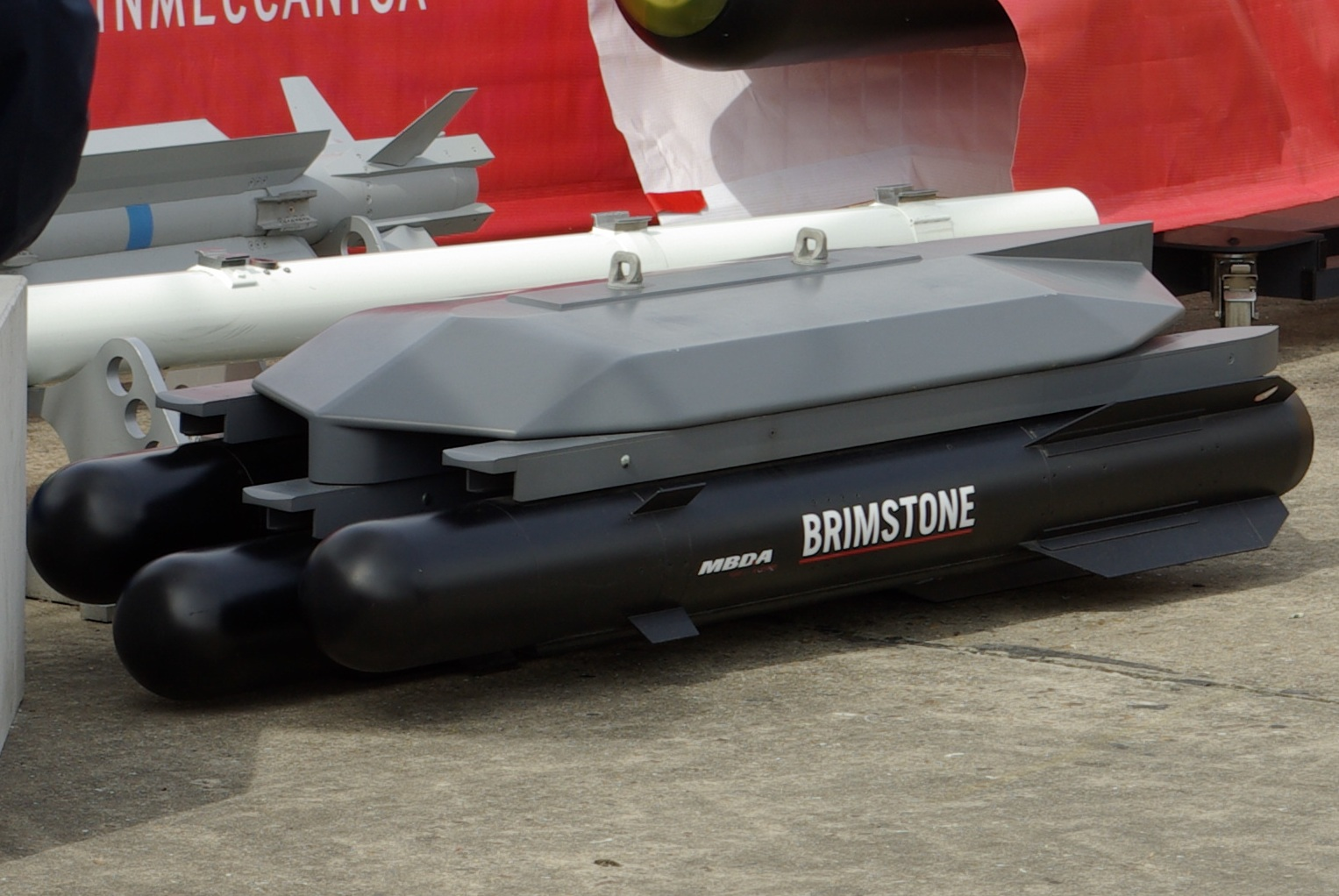
موشک بریتانیایی ضد تانک بریمستون با ویژگی شلیک و بعد هیچ.

مهمترین مزیت این موشک نسبت به انواع دیگر مهماتی که هواگردها قادر به استفاده از آن‌ها هستند این است که این موشک‌ها را می‌توان از فاصله قابل توجهی شلیک کرد و به این ترتیب از رویارویی با پدافند هوایی فشرده‌ای که معمولاً در نزدیکی هدف قرار دارد، اجتناب کرد بیشتر موشک‌های هوابه‌سطح امروزی از ویژگی شلیک و بعد هیچ برخوردار هستند. این یعنی هواگرد پرتابگر موشک پس از شلیک لازم نیست کاری برای هدایت موشک انجام دهد و می‌تواند بلافاصله به جای امنی برود. برخی از این موشک‌ها به اندازه‌ای بلند برد هستند که می‌توان آنان را به سمت بالا شلیک کرد. این موشک‌ها (که یا موشک کروز هستند یا موشک ضد کشتی) باید توانایی پیدا کردن هدف را به صورت مستقل داشته‌باشند.
قاعدتا، هواگردی که بتواند ارتفاع بالایی بگیرد و با سرعت پرواز کند افزون بر آسیب به هدف، از موشک‌های پدافندی دشمن هم در امان است. برای موشک‌های دوربرد نوع هواگرد چندان تأثیری ندارد؛ زیرا آنان می‌توانند از فاصله دور هدف را مورد اصابت قرار دهند؛ اما در موشک‌های کوتاه‌برد هواگرد مجبور است از فاصله کم و ارتفاع زیاد موشک خود را پرتاب کند.

## انواع
زیرمجموعه‌های موشک‌های هوابه‌سطح به صورت زیر تعریف شده‌است:
- موشک هواپرتاب ضدتانک (که بیشتر توسط بالگردها بکار می‌رود)
- موشک هواپرتاب کروز
- موشک هواپرتاب ضد کشتی
- موشک ضد رادار

## فهرست موشک‌های هوابه‌سطح

### آرژانتین
- موشک پسکادور
- AS-۲۵K

### چین
- DH-۱۰
- KD-۸۸
- KD-۶۳
- سی-۷۰۱
- YJ-۹۱
- سی-۸۰۳
- HJ-۹
- HJ-۸
- HJ-۷۳

### فرانسه
- آاس ۳۰
- موشک آپاچی
- موشک اگزوسه
- Storm Shadow

### آلمان
- Taurus KEPD ۳۵۰
- AGM Armiger
- PARS-۳
- Euromissile HOT
- موشک کرمران
- آربی‌اس ۱۵

### هند
- برشموس
- ناگ

### ایران
- قاصد
- سجیل

### نروژ
- موشک پنگوئن
- Joint Strike Missile

### پاکستان
- Baktar-Shikan
- Babur missile
- رعد

### آفریقای جنوبی
- Mokopa

### سوئد
- Rb ۰۵
- آربی‌اس ۱۵

### ترکیه
- Cirit
- UMTAS

### بریتانیا
- موشک بلو استیل
- موشک بریمستون
- موشک گرین چیز
- ای‌جی‌ام-۴۸ اسکای بولت
- موشک آلارم
- استورم شادو

### ایالات متحده آمریکا
- ای‌جی‌ام-۱۲ بالپاپ
- ای‌جی‌ام-۲۲
- ای‌جی‌ام-۲۸ هاندداگ
- ای‌جی‌ام-۴۵ شرایک
- ای‌جی‌ام-۴۸ اسکای بولت
- ای‌جی‌ام-۵۳ کاندر
- ای‌جی‌ام-۶۲ وال‌آی
- ای‌جی‌ام-۶۳
- ای‌جی‌ام-۶۴ هورنت
- ای جی ام-۶۵ ماوریک
- ای جی ام-۶۹ سرام
- ای جی ام-۷۶ فالکن
- ای جی ام-۷۸ استاندارد ای آر ام
- ای جی ام-۷۹ بلو آی
- ای جی ام-۸۰ ویپر
- ای جی ام-۸۳ بولداگ
- ای جی ام-۸۴ هارپون
- ای جی ام-۸۶ کالکم
- ای جی ام-۸۷ فوکاس
- ای جی ام-۸۸ هارم
- ای جی ام-۱۱۲
- ای جی ام-۱۱۴ هلفایر
- ای جی ام-۱۲۲ سایدآرم
- ای جی ام-۱۲۳ اسکیپر
- ای جی ام-۱۲۴ واسپ
- ای جی ام-۱۲۹ ای سی ام
- ای جی ام-۱۳۰
- ای جی ام-۱۳۱ سرام II
- ای جی ام-۱۳۶ تیسیت رینبو
- ای جی ام-۱۳۷ تیسام
- ای جی ام-۱۴۲ هو ناپ
- ای جی ام-۱۵۳
- ای‌جی‌ام-۱۵۴ جی‌ای‌اس‌او
- ای‌جی‌ام-۱۵۸ جی‌ای‌اس‌اس‌ام
- ای‌جی‌ام-۱۵۹ جی‌ای‌اس‌اس‌ام

### شوروی/روسیه
- ای اس-۱ کنل
- ای اس-۲ کیپر
- ای اس-۳ کانگرو
- ای اس-۴ کیچن
- ای اس-۵ کلت
- ای اس-۶ کینگفیش
- ای اس-۷ کری
- ای اس-۸
- ای اس-۹ کیله
- ای اس-۱۰ کارن
- ای اس-۱۱ کیلتر
- ای اس-۱۲ کگلر
- ای اس-۱۳ کینگبولت
- ای اس-۱۴ کج
- ای اس-۱۵ کنت
- ای اس-۱۶ کیکبک
- ای اس-۱۷ کریپتون
- ای اس-۱۸ کازو
- ای اس-۱۹ کوالا
- ای اس-ایکس-۱۹ کوالا
- ای اس-۲۰ کایاک
- ای اس-ایکس-۲۱